# Canal de Toshka
|  |

El canal de Toshka es un proyecto hídrico que fue impulsado por el presidente Hosni Mubarak, con el objetivo de aumentar las superficies cultivables de Egipto. Permite irrigar 500 000 ha con un canal de 320 km de longitud que va desde el lago Nasser a los lagos del valle de Toshka, y sigue por el desierto del Sáhara en la gobernación Uadi el-Jadid, el Nuevo Valle, uniendo varios oasis, desviando el 10 % del caudal del Nilo. Este proyecto sustituye a otro anterior en que se había propuesto utilizar depósitos subacuáticos, que se mostraron insuficientes. 
También conocido como Proyecto Nuevo Valle, el canal fue inaugurado en enero de 1997 y fue terminado en 2001 con un costo de 1300 millones de euros. Aprovecha los lagos de Toshka, que se formaron accidentalmente en la década de 1990 debido al nivel más alto del lago Nasser.

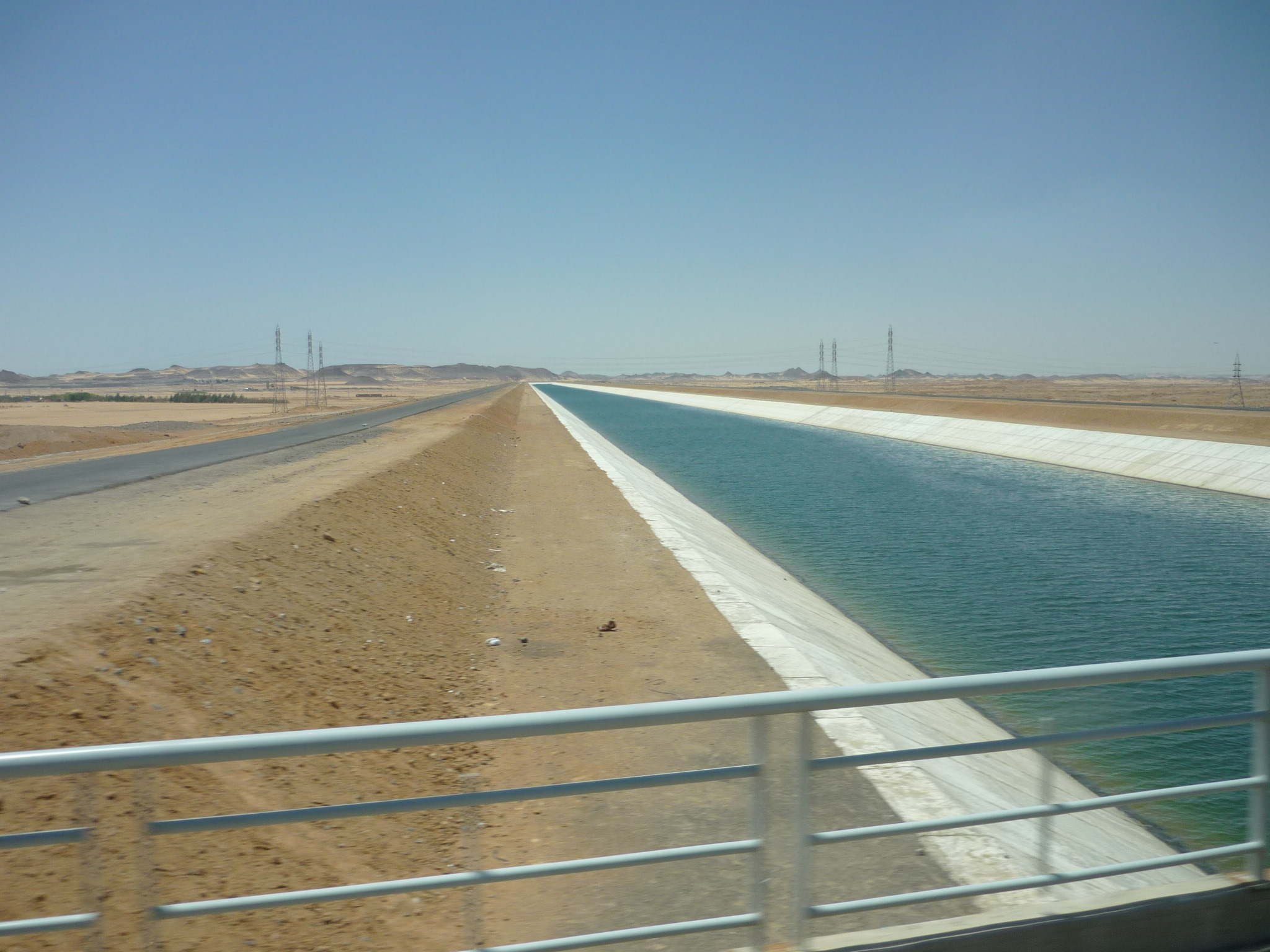
Canal Sheikh Zayed

La entrada del canal empieza a 8 km al norte de la bahía de Toshka en el lago Nasser, en la Presa Alta de Asuán. El canal continúa hacia el oeste hasta que alcanza la ruta de Darb el-Arbe'ien, después sigue hacia el norte a lo largo de Darb el-Arbe'ien, hasta el oasis de Baris, cubriendo una distancia de 310 km. La decisión de construir un canal en lugar de usar tuberías se debe al gran volumen de agua a transportar, a pesar de las previstas pérdidas por evaporación. La pérdida por filtración ha sido evitada con capas de cemento, arena, hormigón y polímero, cubriendo con una capa final de pintura protectora.
La estación de bombeo de Mubarak, la mayor del mundo, es la pieza central del proyecto y fue inaugurada en marzo de 2005; bombea hacia Toshka 25 millones de m³ de agua al día. Además de esta estación, con una tubería de alimentación de 800 m, el proyecto de Toshka también implica la construcción hacia el oeste de 50 km del canal principal, cuatro ramas adicionales de 22 km en dirección norte-sur para alcanzar a cuatro futuras zonas de regadío. El proyecto completo tiene un coste de alrededor 70 mil millones de dólares. 

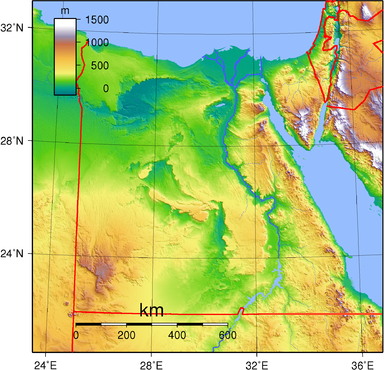
Los dos valles: se aprovecha la depresión occidental para el proyecto.

El canal Sheikh Zayed forma el segundo elemento del proyecto, y debe su nombre al jeque Zayed Bin Sultan El Nahayan, presidente de los Emiratos Árabes Unidos, que donó 100 millones de dólares a través del Fondo para el desarrollo de Abu Dhabi. 
Con el objetivo de crear un valle alternativo paralelo al valle del Nilo, el canal supondrá una recuperación de tierras al desierto a gran escala, proyecto conectado con otros industriales y la creación de nuevas comunidades urbanas al objeto de reducir la congestión del valle del Nilo. El agua bombeada desde el lago Nasser que se transporta por el canal a través del valle, transformará 2340 km² de desierto en zona agrícola; Las granjas experimentales han demostrado que el suelo es potencialmente fértil, y se han recogido cosechas de algodón, pepinos, tomates, sandía, plátanos, uvas y trigo. Cuando el proyecto de Toshka se termine en 2020, el valle proyectado podrá crear más de tres millones de nuevos trabajos y aumentará la tierra de labor de Egipto en un 10 %, lo que representará unas 900 000 ha Se espera atraer a unos 16 millones de personas a las nuevas ciudades previstas.

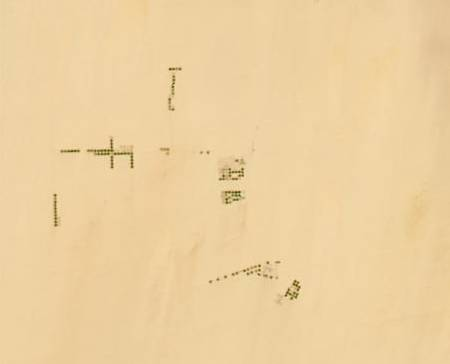
Imagen por satélite de 2003 de los nuevos cultivos creados.